# Manipur-Buschratte
Die Manipur-Buschratte (Hadromys humei) ist ein in Indien verbreitetes Nagetier in der Unterfamilie der Altweltmäuse. Das Typusexemplar stammt aus dem indischen Bundesstaat Manipur. Fossilfunde legen nahe, dass die Art vor 137.000 Jahren bis zur nördlichen Malaiischen Halbinsel verbreitet war.
Oldfield Thomas beschrieb die Art 1886 anhand von Exemplaren, die der schottische Biologe und Politiker Allan Octavian Hume gesammelt hatte und ehrte ihn mit dem Artzusatz.

## Merkmale
Mit einer Kopf-Rumpf-Länge von 98 bis 140 mm, einer Schwanzlänge von 120 bis 138 mm und mit 23 bis 28 mm langen Hinterfüßen ist die Art kleiner als die Yunnan-Buschratte (Hadromys yunnanensis). Gewichtsangaben fehlen und die Ohren sind 15 bis 22 mm lang. Das Fell der Oberseite hat eine dunkle graubraune bis schwarze Farbe mit punktweise eingestreuten hellgrauen, gelben und weißen Tönen. Unterseits ist hellgraues Fell vorhanden. Typisch für den Kopf sind große abgerundete Ohren. Bei der Manipur-Buschratte ist der Schwanz oberseits dunkelbraun und unterseits hellbraun bis weiß. Die feinen Haare des Schwanzes verdecken die Schuppen nur geringfügig. Weibchen besitzen acht paarig angeordnete Zitzen.

## Verbreitung
Neuere Untersuchungen fanden nur zwei kleine Populationen in den indischen Bundesstaaten Assam und Manipur. Dieses Nagetier lebt in Bergländern auf 900 bis 1300 Meter Höhe. Es bewohnt feuchte Wälder, die immergrün oder laubabwerfend sein können. Laut Handbook of the Mammals of the World (2017) hält sich die Art hauptsächlich in trockenen Buschländern auf.

## Lebensweise
Die nachtaktive Manipur-Buschratte gräbt in der Laubschicht sowie im Erdreich und legt unterirdische Baue an. Sie hat junge Pflanzentriebe, Gräser und Blätter als Nahrung. Paarungsbereite Exemplare sind aus den Monaten September und Oktober bekannt.

## Gefährdung
Die Art ist durch Landschaftsveränderungen und Brände bedroht. Einige Exemplare werden wegen ihres Fleisches gejagt. Die IUCN listet die Manipur-Buschratte deswegen und aufgrund des begrenzten Verbreitungsgebiets als stark gefährdet (endangered).